# مرغابی هاوایی
مرغابی هاوایی (نام علمی: Anas wyvilliana) نام یک گونه از سرده مرغابی‌ها است.